# Tjeckien i olympiska sommarspelen 2016
Tjeckien deltog med 105 deltagare vid de olympiska sommarspelen 2016 i Rio de Janeiro. Totalt vann de en guldmedalj, två silvermedaljer och sju bronsmedaljer.

## Medaljer
| Medalj | Namn                                              | Sport      | Gren                    |
| ------ | ------------------------------------------------- | ---------- | ----------------------- |
| Guld   | Lukáš Krpálek                                     | Judo       | Herrarnas 100 kg        |
| Silver | Josef Dostál                                      | Kanotsport | Herrarnas K-1 1000 m    |
| Silver | Jaroslav Kulhavý                                  | Cykling    | Herrarnas terränglopp   |
| Brons  | Jiří Prskavec                                     | Kanotsport | Herrarnas K-1 i slalom  |
| Brons  | Ondřej Synek                                      | Rodd       | Herrarnas singelsculler |
| Brons  | Petra Kvitová                                     | Tennis     | Damsingel i tennis      |
| Brons  | Lucie Šafářová Barbora Strýcová                   | Tennis     | Damdubbel i tennis      |
| Brons  | Lucie Hradecká Radek Štěpánek                     | Tennis     | Mixeddubbel i tennis    |
| Brons  | Barbora Špotáková                                 | Friidrott  | Damernas spjutkastning  |
| Brons  | Josef Dostál Daniel Havel Jan Štěrba Lukáš Trefil | Kanotsport | Herrarnas K-4 1000 m    |